# Alexandru Țupa
Alexandru Țupa (n. 9 martie 1886, comuna Dumbrăveni, județul Botoșani, în prezent în județul Suceava – d. 25 ianuarie 1956, Iași) a fost un medic român, profesor universitar la Facultatea de Medicină din Iași, decan al Facultății de Medicină, creatorul școlii ieșene de histologie.

## Biografie
Alexandru Țupa a urmat studiile secundare la Liceul „August Treboniu Laurian” din Botoșani obținând bacalaureatul în 1904 după care a urmat cursurile Facultății de Medicină din București. În timpul Primului Război Mondial Alexandru Țupa a lucrat la Spitalul Socola din Iași, spital condus în acea vreme de C.I. Parhon. În 1918, după obținerea doctoratului la Facultatea de Medicină din Iași, plecă la Marsilia, participând la combaterea epidemiei de gripă spaniolă și tifos exantematic. A fost asistent în laboratorul de Histologie comparată de la Collège de France din Paris între anii 1914-1921.
Alexandru Țupa s-a reîntors în țară în 1921 și a fost numit șef de lucrări suplinitor la Catedra de Boli nervoase a Universității din București condusă de Gheorghe Marinescu. Între anii 1925-1930 a fost asistent la catedra de Medicină experimentală, perioada în care, beneficiind de o bursă a Fundației Rockefeller⁠(en)[traduceți], s-a specializat în histologie la Lyon (1925-1926). În paralel, începând cu anul 1922 și până în 1930, a fost șef de laborator la Institutul de Seruri și Vacinuri „Dr. I. Cantacuzino” din București.
În 1930 a fost numit profesor la catedra de histologie a Facultății de Medicină din Iași, post pe care l-a ocupat până în 1956. În această periodă a fost ales de trei ori decan al Facultății de Medicină.
Profesor Țupa a fost membru activ al Societății de Biologie din București și membru onorific al Societății de Biologie din Lyon.
Alexandru Țupa s-a stins pe 25 ianuarie 1956, la Iași, în urma unei crize cardiace suferite în timpul sesiunii de examene.

## Ordine și decorații
Profesorul Țupa a participat la campaniile din al Doilea Război Balcanic (1913) și Primul Război Mondial (1916-1918) exersând ca medic în spitale de contagioși (holeră) și de boli nervoase. A fost decorat cu următoarele ordine și medalii române și franceze:
- Ordinul Coroana României cu spade în grad de cavaler;
- Legiunea de onoare în grad de cavaler;
- Médaille de la Reconnaissance française⁠(fr)[traduceți];
- Medaille d'Honneur des Épidémies⁠(fr)[traduceți], una de argint și alta de vermeil.

## In memoriam
La 9 martie 2011, cu ocazia împlinirii a 125 de ani de la nașterea profesorului universitar dr. Alexandru Țupa, Asociația Filatelică a județului Botoșani a realizat o ștampilă specială și un plic ocazional.